# Önologie
Die Önologie (von altgriechisch οἶνος oînos, deutsch ‚Wein‘, und -logie) ist die Lehre und Wissenschaft vom Wein und Weinbau. Sie wird als Lehrfach an Universitäten sowie Fachhochschulen angeboten und befasst sich wissenschaftlich mit allen Belangen rund um den Wein.

## Önologe als Beruf
In einigen Ländern (so in Frankreich, Griechenland, Österreich, Schweiz, Deutschland, Rumänien und Georgien) ist die Önologie ein Studienfach an einer Hochschule mit dem Abschluss Diplom-Ingenieur Weinbau und Önologie (heute auch Bachelor oder Master).
Der auch im 18. Jahrhundert schon in önologischer Literatur (für den „Weinarzt“) zu findende Wissens- und Aufgabenbereich eines Önologen umfasst die vernunftgemäße Anwendung des gelernten oder aus der Wissenschaft oder Technologie geschöpften Wissens, die Durchführung technologischer Forschung, die Mitarbeit in der Entwicklung von Materialien für die Technik und die Ausrüstung von Kellereien; die Mitarbeit in der Anlage und der Pflege von Weinbergen, die Übernahme der vollen Verantwortung für die Produktion von Traubensaft, Wein und Folgeprodukten aus Wein und die Sicherung ihrer Haltbarkeit, die Durchführung von Analysen (physikalische, chemische, mikrobiologische und organoleptische) der vorher erwähnten Produkte und die Interpretation der Analysedaten. Er hat die Fähigkeit, die bestehenden Beziehungen zwischen Wirtschaft, Weingesetzgebung und önologischer Technologie zu erkennen und die Vermarktung der Produkte zu organisieren. Es ist die Aufgabe des Önologen, Weine von einer Qualität zu bereiten, welche den Anforderungen des Marktes entsprechen. Seine Fähigkeiten sind gefragt in Analyselaboratorien, in der angewandten Forschung, in Beratungsgremien, in Weinbaubetrieben (privat, genossenschaftlich), im Handel, in der Industrie oder in der Ausbildung. Es gibt vielfältige aktuelle Herausforderungen. Sie beziehen sich auf das Produkt, seine technologische, ökologische, ökonomische, kulturelle und gesellschaftliche Umgebung.

### Ausbildung
Die Ausbildungsmöglichkeiten im Weinbau und der Kellerwirtschaft kann in den deutschsprachigen Ländern an Landwirtschaftlichen Fachschulen, Fachmittelschulen, Fachhochschulen und an Universitäten erfolgen. Im Jahr 2014 gab es in Deutschland 63 neu abgeschlossene Ausbildungsverträge im Bereich Weintechnologe/Weintechnologin bzw. Weinküfer/-in.
Ausbildungsmöglichkeiten: Weinbau: Ausbildungsmöglichkeiten für Weinbau und Kellerwirtschaft

### Tätigkeitsbezeichnungen
Die üblichen Berufsbezeichnungen, die auf diesem Bildungszweig basieren, heißen:
- Getränketechnologe (Ingenieur)
- Weintechnologe/techniker
- Bachelor (Weinbau und Önologie)
- Önologe